# Модест Јерусалимски
Свети Модест је хришћански светитељ. Био је патријарх јерусалимски. Рођен је у Севастији Каппадокијској (Мала Азија) у хришћанској породици. Међутим родитељи су му умрли када је имао само 5 месеци. Када је одрастао продан је као роб неком многобошцу у Мисир. Међутим он је свога господара обратио у хришћанство, па му је он поклонио слободу.
Био је настојатељ обитељи светога Феодосија Великог (основана у IV веку) у Палестини. Повукао се на гору Синајску, где се подвизавао до своје педесет девете године. Када је Сирију и Палестину напала војска персијског цара Хозроја заједно са Јеврејима (614. године) заробили су бројне хришћане и јерусалимског патријарха Захарију, а многе храмове су разрушили. Пошто је Захарије био у ропству на привремену дужност је постављен Модест. Он је уз помоћ александријског патријарха Светог Јована Милостивог (слави се 12/25. новембра) успео да обнови већину уништених храмова. Такође је сахранио иноке из обитељи Светог Саве Освећеног које су побили Персијанци. После 14 година вратио се патријарх Захарије са Истинским крстом. Међутим убрзо после повратка Захарије је преминуо. После његове смрти Свети Модест је постављен за јерусалимског патријарха.
Свети Модест је преминуо 633. године у деведесет седмој години свога живота.
Светог Модест, Српска православна црква, слави 18. децембра по јулијанском а 31. децембра по грегоријанском календару.